# Allélav
Allélav (Anaptychia ciliaris) är en lavart som först beskrevs av L., och fick sitt nu gällande namn av Körb. Allélav ingår i släktet Anaptychia och familjen Physciaceae.  Arten är reproducerande i Sverige. Inga underarter finns listade i Catalogue of Life.

## Bildgalleri

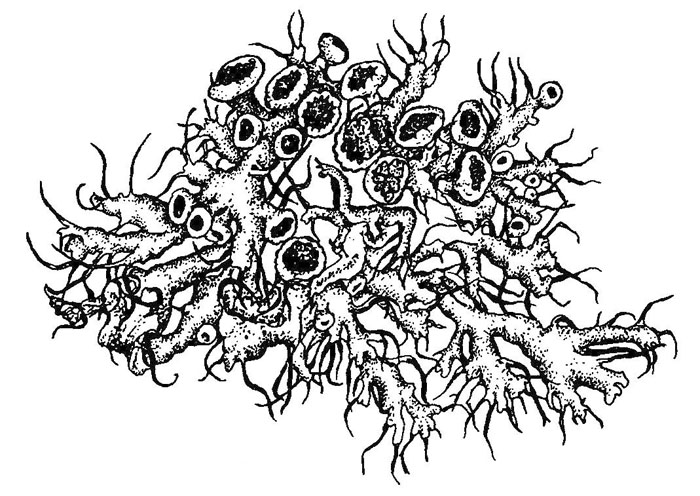
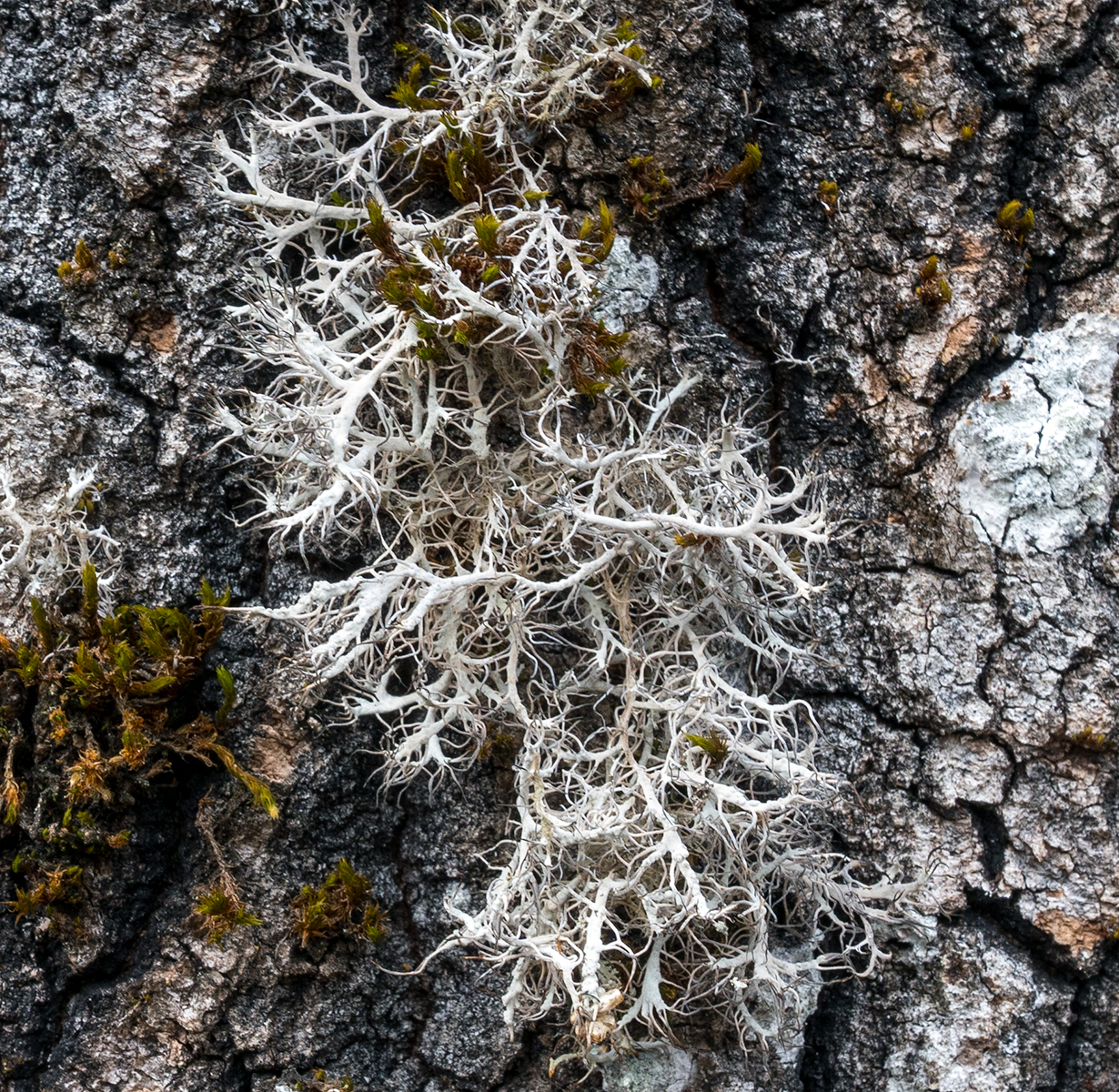
Allélav i torrt tillstånd.